# إسحاق بوت
إسحاق بوت (بالإنجليزية: Isaac Butt) هو محامي وسياسي أيرلندي، ولد في 6 سبتمبر 1813 بمقاطعة دونيجال في جمهورية أيرلندا، وتوفي في 5 مايو 1879 بدبلن في جمهورية أيرلندا. حزبياً، نشط في Home Rule League ‏.

## مناصب
- في الانتخابات الفرعية في مجلس العموم البريطاني [الإنجليزية]‏، انتخب عضو برلمان المملكة المتحدة الـ15 عن دائرة Harwich ‏ (8 مايو 1852 – 1 يوليو 1852).
- في الانتخابات العامة في المملكة المتحدة 1852 [الإنجليزية]‏، انتخب عضو برلمان المملكة المتحدة الـ16 عن دائرة Youghal (UK Parliament constituency) [الإنجليزية]‏ (7 يوليو 1852 – 21 مارس 1857).
- في الانتخابات العامة في المملكة المتحدة 1857 [الإنجليزية]‏، انتخب عضو برلمان المملكة المتحدة الـ17 عن دائرة Youghal (UK Parliament constituency) [الإنجليزية]‏ (27 مارس 1857 – 23 أبريل 1859).
- في الانتخابات العامة في المملكة المتحدة 1859 [الإنجليزية]‏، انتخب عضو برلمان المملكة المتحدة الـ18 عن دائرة Youghal (UK Parliament constituency) [الإنجليزية]‏ (28 أبريل 1859 – 6 يوليو 1865).
- في الانتخابات الفرعية في مجلس العموم البريطاني [الإنجليزية]‏، انتخب عضو برلمان المملكة المتحدة الـ20 عن دائرة Limerick City ‏ (20 سبتمبر 1871 – 26 يناير 1874).
- في الانتخابات العمومية البريطانية 1874 [الإنجليزية]‏، انتخب عضو برلمان المملكة المتحدة الـ21 عن دائرة Limerick City ‏ (31 يناير 1874 – 5 مايو 1879).

## روابط خارجية
- إسحاق بوت على موقع الموسوعة البريطانية (الإنجليزية)